# Dong Bin
Dong Bin (chinesisch 董斌, Pinyin Dǒng Bīn; * 22. November 1988 in Hengyang) ist ein chinesischer Leichtathlet, der sich auf den Dreisprung spezialisiert hat.

## Sportliche Laufbahn
Erste internationale Erfahrungen sammelte Dong Bin im Jahr 2006, als er bei den Juniorenweltmeisterschaften in Peking mit einer Weite von 15,60 m in der Qualifikation ausschied. 2009 startete er bei der Sommer-Universiade in Belgrad und belegte dort mit 16,26 m den elften Platz. 2010 siegte er dann bei den Hallenasienmeisterschaften in Teheran mit neuem Meisterschaftsrekord von 16,73 m. Im Jahr darauf belegte er bei den Asienmeisterschaften in Kōbe mit 16,36 m den fünften Platz und erreichte anschließend bei den Studentenweltspielen in Shenzhen mit 16,32 m Rang acht. 2012 verteidigte er bei den Hallenasienmeisterschaften in Hangzhou mit 17,01 m seinen Titel und wurde anschließend bei den Hallenweltmeisterschaften in Istanbul mit einem Sprung auf 16,75 m Achter. Zudem qualifizierte er sich in diesem Jahr erstmals für die Teilnahme an den Olympischen Spielen in London und klassierte sich dort mit 16,75 m im Finale auf dem zehnten Platz.
2013 verbesserte er in Nanjing den chinesischen Hallenrekord auf 17,16 m und erreichte im Sommer bei den Weltmeisterschaften in Moskau mit 16,73 m im Finale Rang neun. 2014 nahm er erstmals an den Asienspielen im südkoreanischen Incheon teil und gewann dort mit einer Weite von 16,95 m die Silbermedaille hinter seinem Landsmann Cao Shuo. 2015 belegte er bei den Asienmeisterschaften in Wuhan mit 16,65 m den vierten Platz und schied anschließend bei den Weltmeisterschaften in Peking mit 16,44 m in der Qualifikation aus. 2016 steigerte er in Nanjing seine Hallenbestleistung auf 17,41 m und stellte damit auch einen neuen Asienrekord auf. Anschließend siegte anschließend mit einer Weite von 17,33 m bei den Hallenweltmeisterschaften in Portland vor dem Deutschen Max Heß und dem Franzosen Benjamin Compaoré. Während der Freiluftsaison erreichte er Rang zwei beim Diamond League Meeting in Doha und siegte mit 17,24 m bei der World Challenge in Peking. Bei den Müller Anniversary Games wurde er Dritter und nahm im August erneut an den Olympischen Spielen in Rio de Janeiro teil und gewann dort mit neuer Bestleistung von 17,58 m im Finale die Bronzemedaille hinter den US-Amerikanern Christian Taylor und Will Claye.
2017 wurde er mit 17,27 m Dritter beim Prefontaine Classic und belegte im Jahr darauf bei den Hallenweltmeisterschaften in Birmingham mit einer Weite von 16,84 m den achten Platz.
2015 wurde Dong chinesischer Meister im Dreisprung.

## Persönliche Bestleistungen
- Dreisprung: 17,58 m (−0,2 m/s), 16. August 2016 in Rio de Janeiro
  - Dreisprung (Halle): 17,41 m, 29. Februar 2016 in Nanjing (Asienrekord)